# Полк (округ, Арканзас)
Полк (англ. Polk County) — округ, расположенный в штате Арканзас, США с населением в 20 229 человек по статистическим данным переписи 2000 года. Столица округа находится в городе Мина.
Округ Полк был образован 30 ноября 1844 года, став 48-м по счёту округом Арканзаса и получив своё название в честь одиннадцатого президента США Джеймса Полка.
В округе действует запрет на оборот алкогольной продукции, поэтому Полк входит в список так называемых «сухих» округов страны.

## География
По данным Бюро переписи населения США округ Полк имеет общую площадь в 2233 квадратных километра, из которых 2225 кв. километров занимает земля и 8 кв. километров — вода. Площадь водных ресурсов округа составляет 0,35 % от всей его площади.

### Соседние округа
- Скотт — север
- Монтгомери — восток
- Хауард — юго-восток
- Севир — юг
- Мак-Кертен, Оклахома — юго-запад
- Ле-Флор, Оклахома — северо-запад

## Демография

Диаграмма распределения населения округа по возрастным категориям. Данные переписи населения 2000 года

По данным переписи населения 2000 года в округе Полк проживало 20 229 человек, 5 793 семьи, насчитывалось 8 047 домашних хозяйств и 9 236 жилых домов. Средняя плотность населения составляла 9 человек на один квадратный километр. Расовый состав округа по данным переписи распределился следующим образом: 94,69 % белых, 0,16 % чёрных или афроамериканцев, 1,49 % коренных американцев, 0,21 % азиатов, 0,06 % выходцев с тихоокеанских островов, 1,67 % смешанных рас, 1,72 % — других народностей. Испано- и латиноамериканцы составили 3,50 % от всех жителей округа.
Из домашних хозяйств в — воспитывали детей в возрасте до 18 лет, 60,40 % представляли собой совместно проживающие супружеские пары, в 8,40 % семей женщины проживали без мужей, 28,00 % не имели семей. 25,00 % от общего числа семей на момент переписи жили самостоятельно, при этом 12,30 % составили одинокие пожилые люди в возрасте 65 лет и старше. Средний размер домашнего хозяйства составил 2,49 человека, а средний размер семьи — 2,97 человека.
Население округа по возрастному диапазону по данным переписи 2000 года распределилось следующим образом: 25,60 % — жители младше 18 лет, 7,90 % — между 18 и 24 годами, 25,00 % — от 25 до 44 лет, 24,50 % — от 45 до 64 лет и 17,00 % — в возрасте 65 лет и старше. Средний возраст жителей округа составил 39 лет. На каждые 100 женщин в округе приходилось 97,00 мужчины, при этом на каждых сто женщин 18 лет и старше приходилось 94,00 мужчины также старше 18 лет.
Средний доход на одно домашнее хозяйство в округе составил 25 180 долларов США, а средний доход на одну семью в округе — 31 379 долларов. При этом мужчины имели средний доход в 23 397 долларов США в год против 17 294 долларов США среднегодового дохода у женщин. Доход на душу населения в округе составил 14 063 доллара США в год. от всего числа семей в округе и от всей численности населения находилось на момент переписи населения за чертой бедности, при этом из них были моложе 18 лет и — в возрасте 65 лет и старше.

## Главные автодороги
- US 59/US 71
- US 270
- US 278
- AR 4
- AR 8
- AR 84
- AR 88

## Населённые пункты
- Ков
- Граннис
- Хатфилд
- Инк
- Мина
- Вандервоорт
- Уикес